# Alcázar v Seville
Alcázar v Seville je název královského paláce v městě Sevilla ve španělském autonomním společenství Andalusie. Jednalo se původně o maurskou pevnost, která byla postavena Almohady. Palác proslul jako jeden z nejkrásnějších v celém Španělsku a je považován za jednu z nejvýznačnějších ukázek mudejarské architektury na Pyrenejském poloostrově. Nejvyšší patra alcázaru jsou dodnes využívána královskou rodinou jako její oficiální residence v Seville; díky tomu je alcázar nejstarším stále užívaným královským palácem v Evropě. Pro svou kulturní hodnotu byla celá stavba v roce 1987 přiřazena ke světovému dědictví, a to spolu s katedrálou a indickým archivem v témže městě.

## Historie

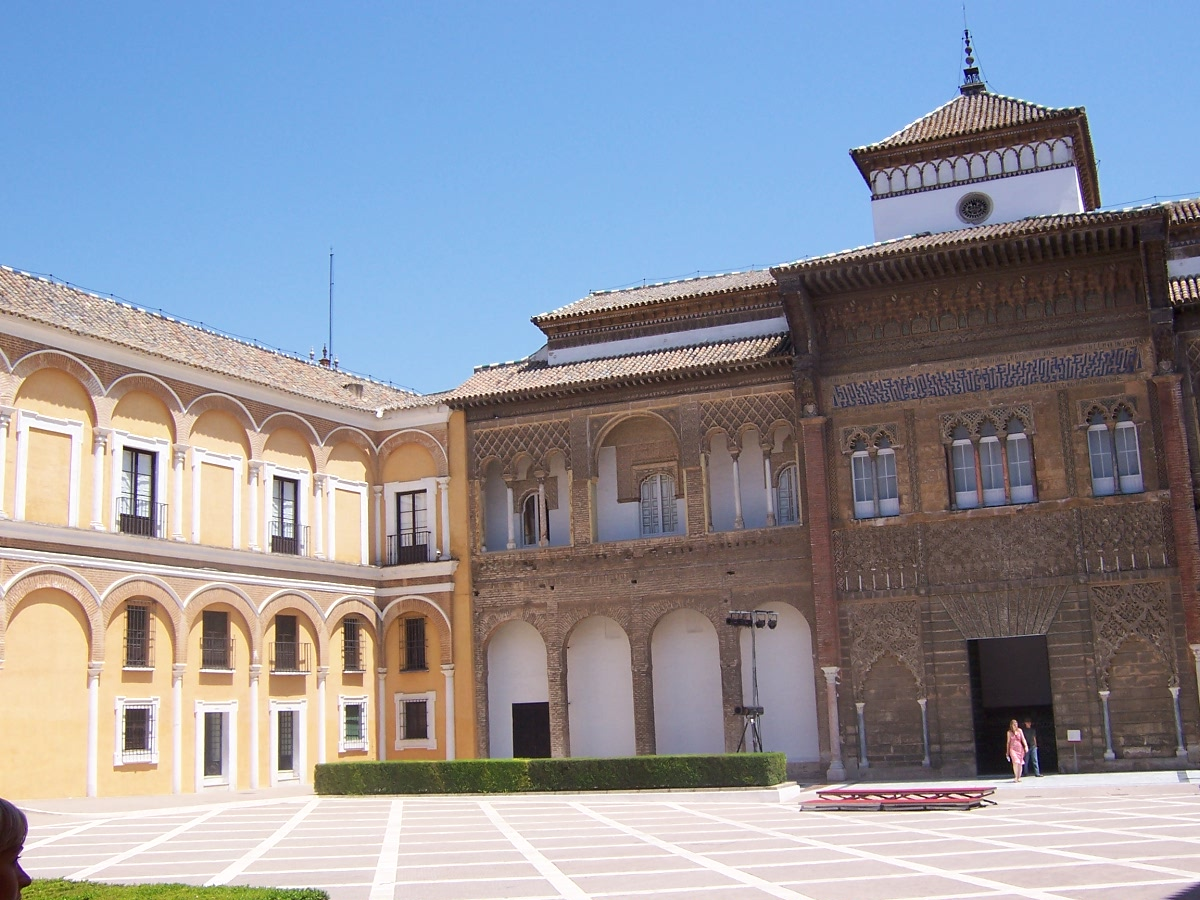
Fasáda Palacio Mudejar

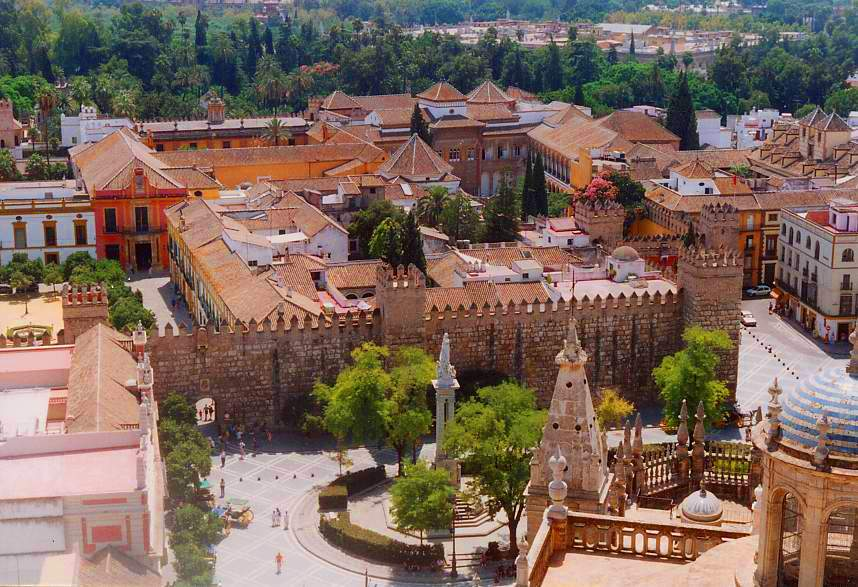
Pohled ze sevillské katedrály

Původní opevnění bylo postaveno na místě římského a později vizigótského osídlení. První prvky palácového opevnění začalo toto místo nést po dobytí Sevilly Araby v roce 712; ti již od roku 720 využívali toto místo jako sídlo svých vládců. V roce 884 přispěla pevnost k odražení vikinské invaze do města.
Původní muslimský palác pochází ze stejného období, jako granadská Alhambra. Mezi 11. a 13. stoletím byl palác dále rozšiřován a opevňován Almohady.
Po dobytí Sevilly Ferdinandem III. v roce 1248 se z paláce stala královská residence. Jeho syn Alfons X. uskutečnil první přestavby, když roku 1254 přikázal postavit tří velké gotické sály. V roce 1364 se Petr I. Kastilský rozhodl vybudovat tzv. Palcio Mudejar, který se stal prvním palácem kastilského krále, který nebyl chráněn opevněním jako tomu je u hradu. Tento palác si dodnes zachovává svůj vzhled ve styl mudejárské architektury a stále udivuje svojí ornamentální bohatostí. Roku 1366, právě když byl nový palác dokončován, vypukla občanská válka, v které se proti Petrovi I. postavil jeho nevlastní bratr Jindřich Trastámara a která skončila Petrovou smrtí roku 1369. Palác Petra I. je považován za nejkomplexnější ukázku mudejárské architektury ve Španělsku.
Během historie se alcázar stal dějištěm mnoha událostí spojených se španělskou korunou. Roku 1477 do Sevilly přijela Katolická Veličenstva a využila alcázar jako místo svého pobytu. O rok později, 14. června 1478, se v paláci narodil jejich druhý syn, princ Jan. V roce 1526 se v alcázaru uskutečnila svatba Karla V. s jeho sestřenicí Isabelou Portugalskou. V roce 1729 se v paláci narodila infantka Marie Antonie, dcera Filipa V. Ten do města přijel, aby zde dohlédl na podpis sevillské smlouvy, která ukončila anglo-španělskou válku (1727-29).
Kvůli francouzské intervenci do Španělska se do alcázaru v roce 1823 uchýlila královská rodina v čele s Ferdinandem VII. Rodina v paláci sídlila dva měsíce, během nichž alcázar sloužil jako královská residence.
Dekretem z 22. dubna 1931 vláda druhé španělské republiky, na návrh ministra financí Indalecia Prieta, postoupila alcázar a jeho zahrady městu Seville.

## Zahrady
Všechny paláce Al-Andalusu měly rozsáhlé zahrady s ovocnými stromy, širokou škálou vonných rostlin, ale zároveň poskytovaly i jídlo pro obyvatele paláce. Kromě toho měly zahrady i estetickou funkci. V zahradách se vždy nacházela voda v podobě zavlažovacích kanálů, fontán, vodních nádrží a bazénků.
Zahrady připojené k sevillskému alcázaru prodělaly řadu změn. V 16. století, během vlády Filipa III., italský architekt Vermondo Resta zahrady upravil ve stylu italského manýrismu. Resta je zodpovědný za stavbu Galeria de Grutesco, kdy proměnil starou muslimskou zeď v lodžii, z které je možno palácové zahrady obdivovat.

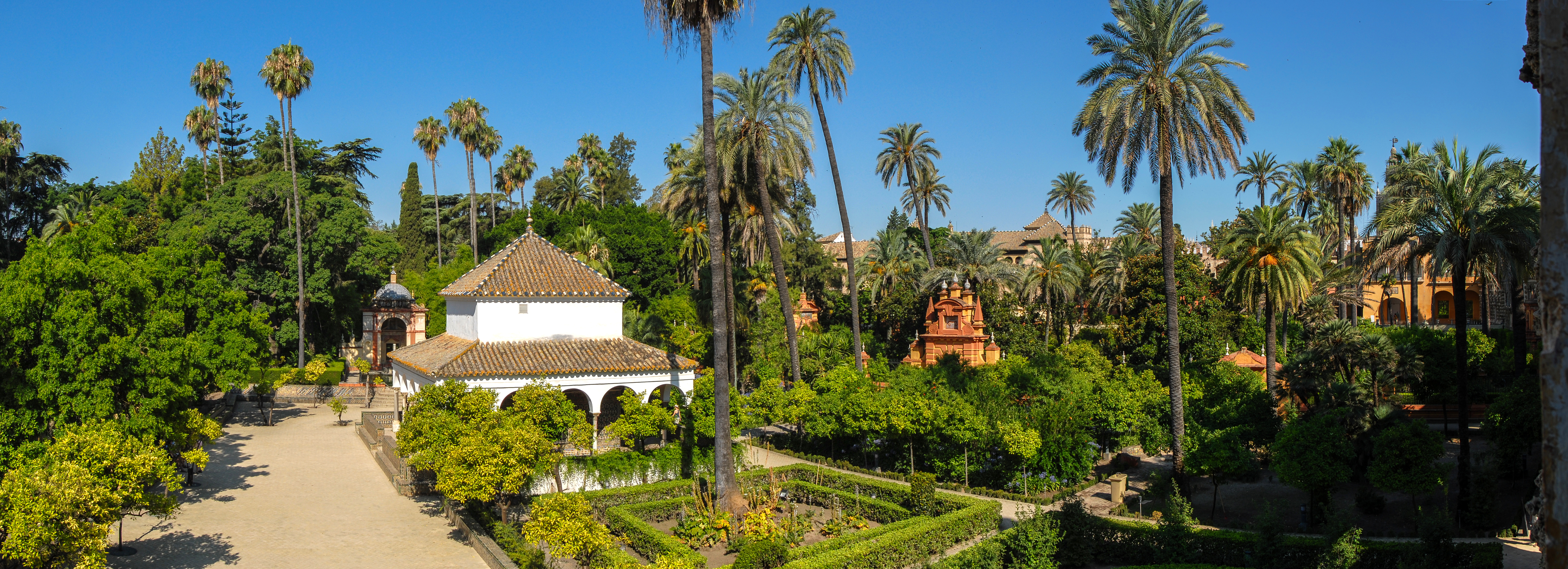
Pohled do zahrad z Galeria de Grutesco

## Galerie

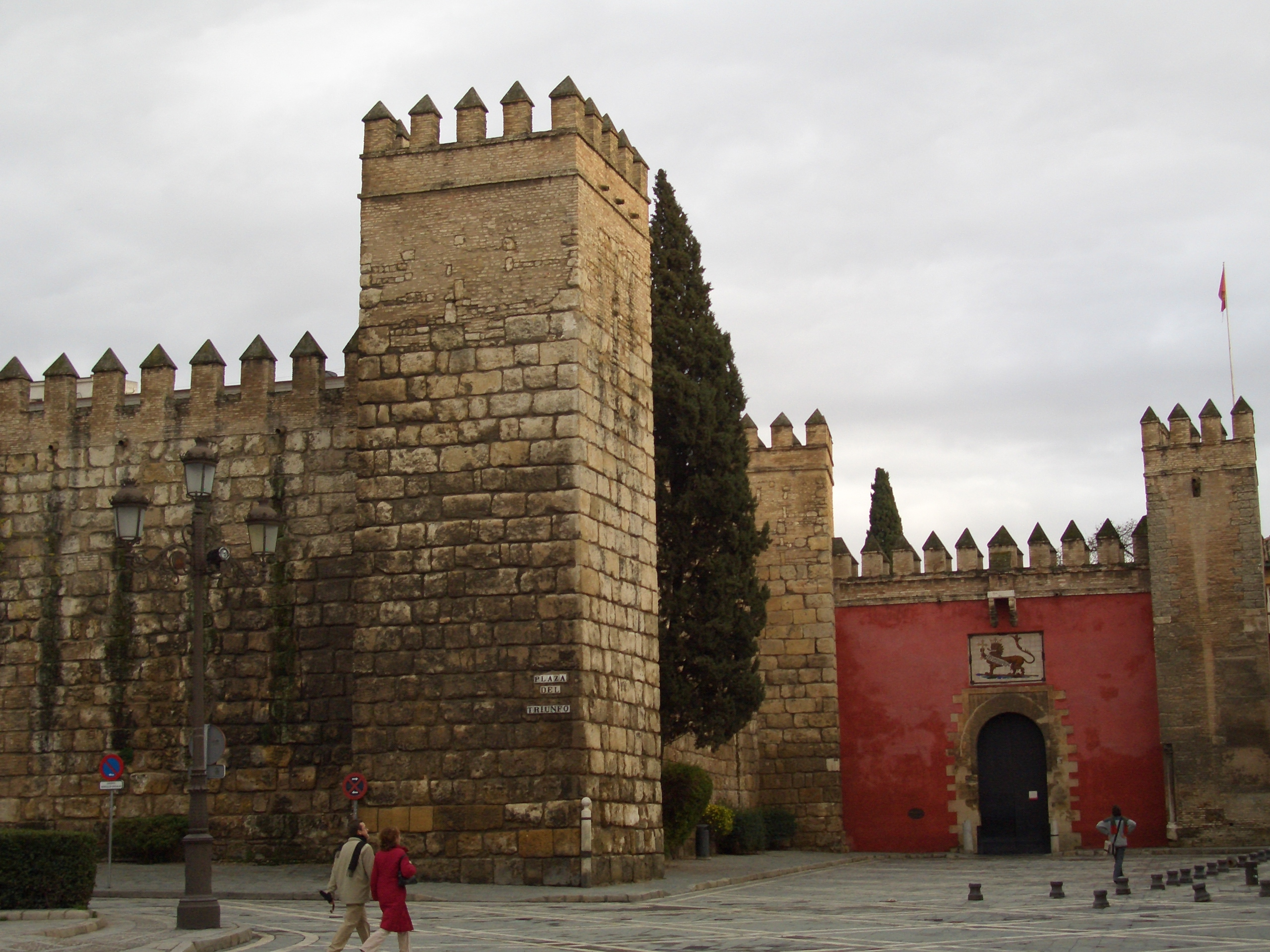
Lví brána
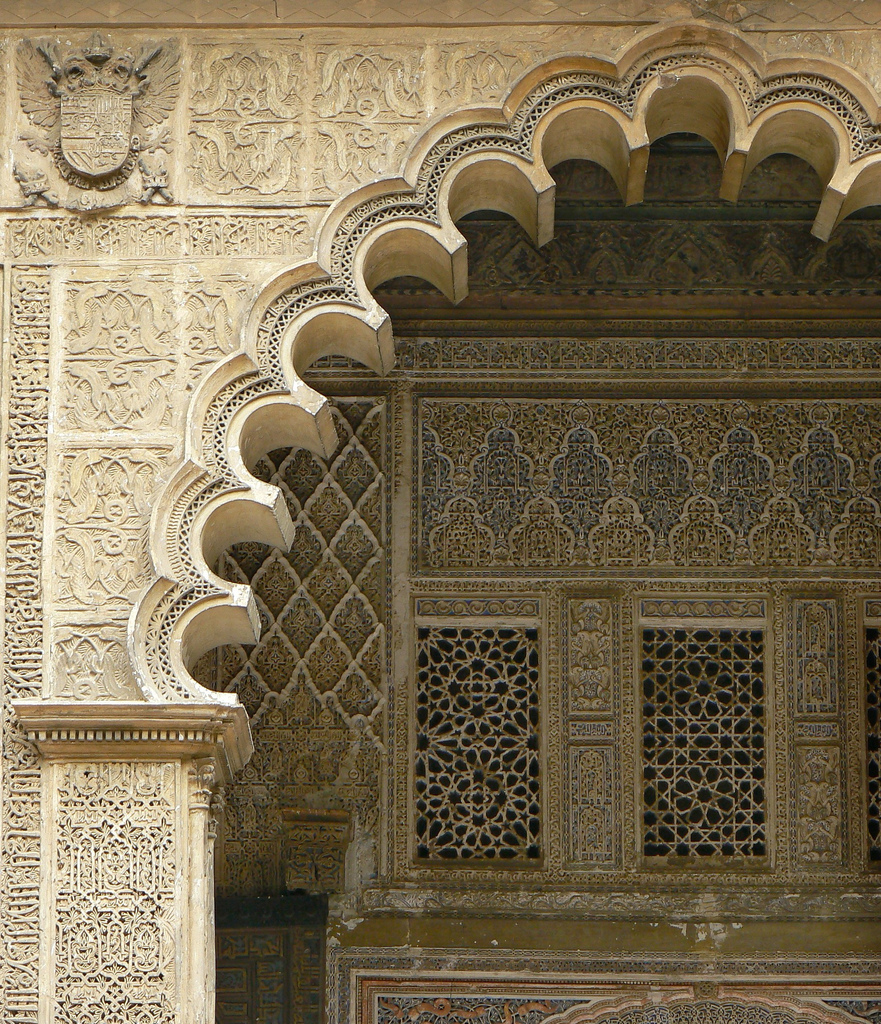
Detail klenby v paláci Petra I.
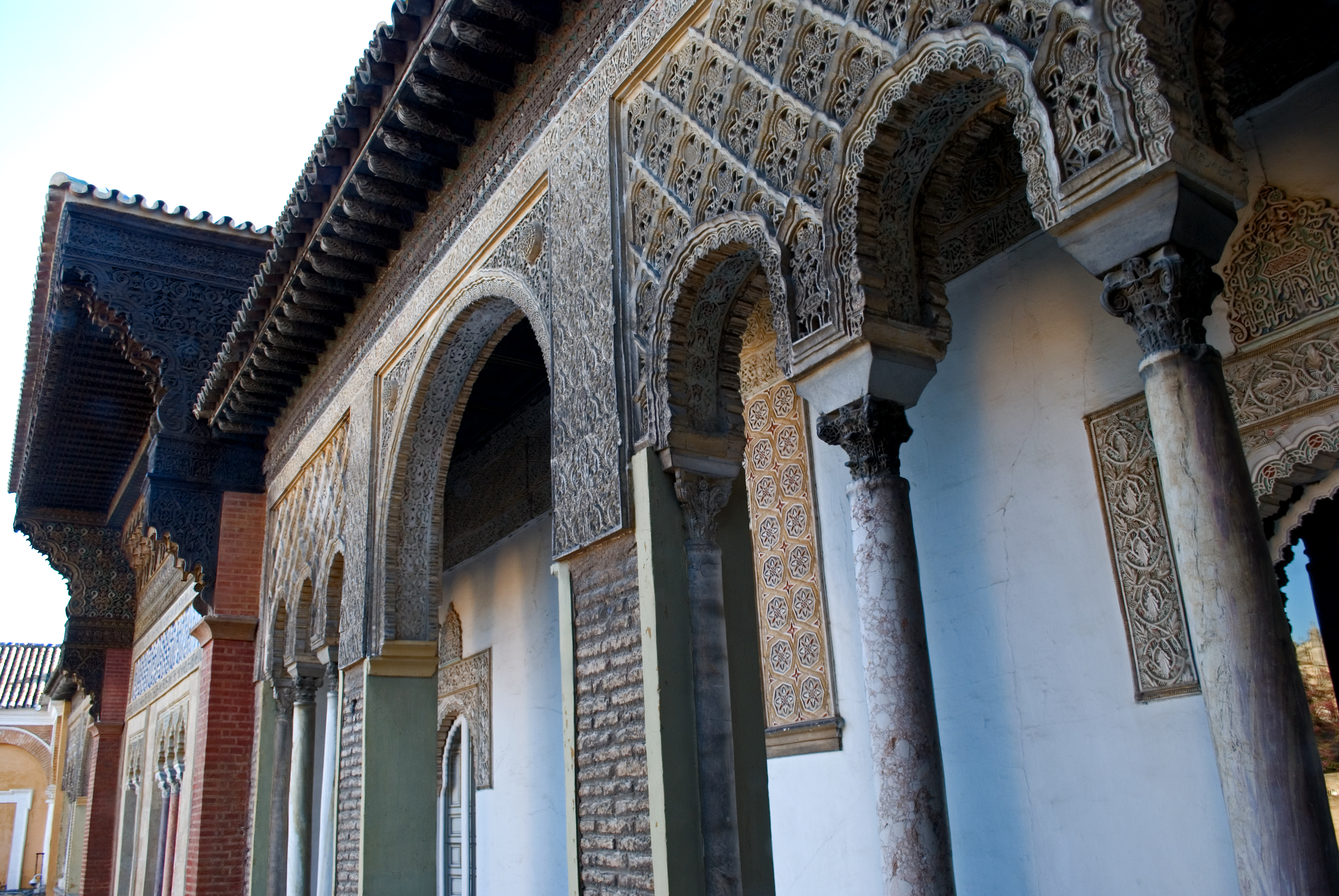
Detail fasáday Palacio Mudejar
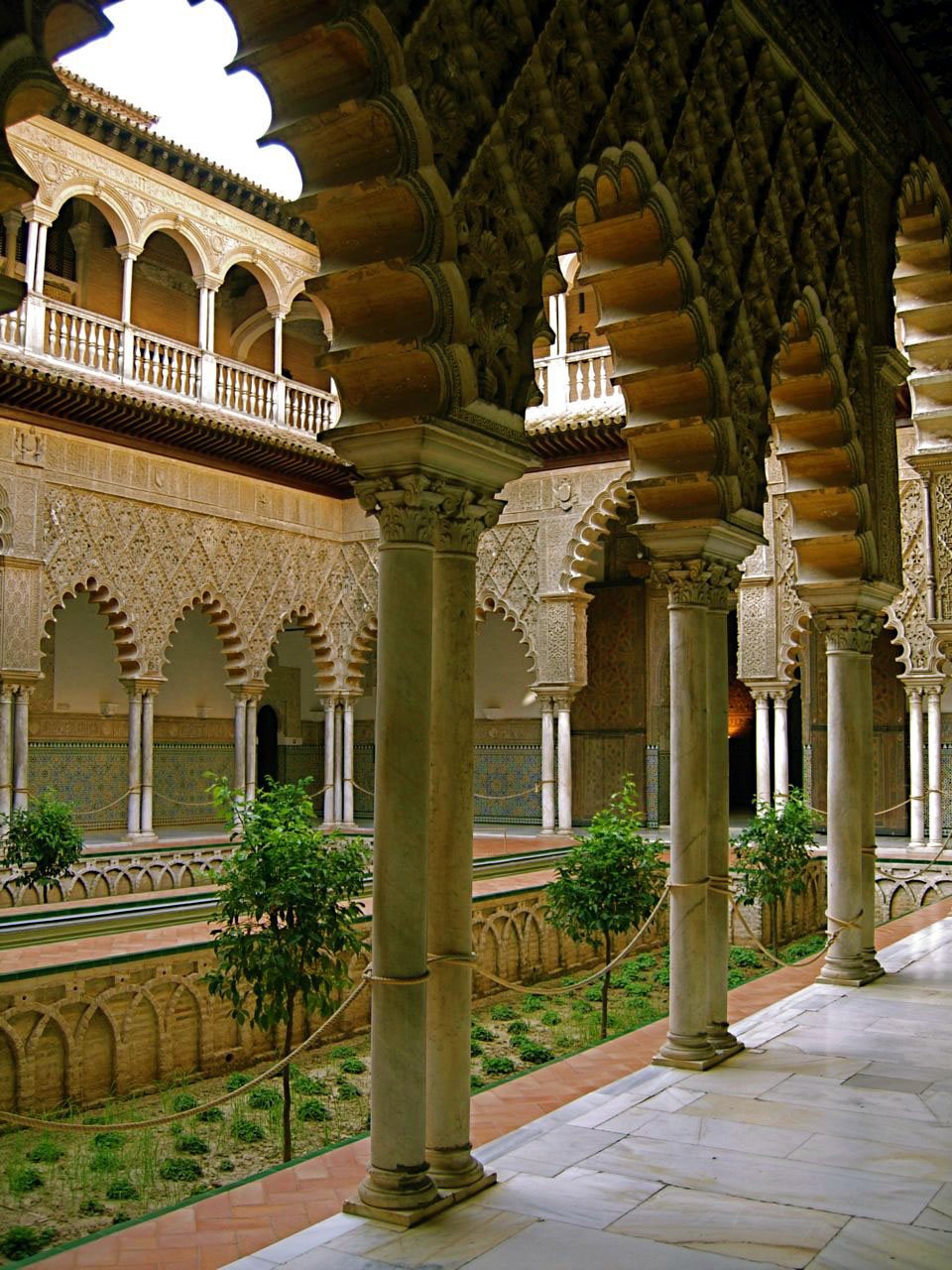
Nádvoří Patio de las Doncellas
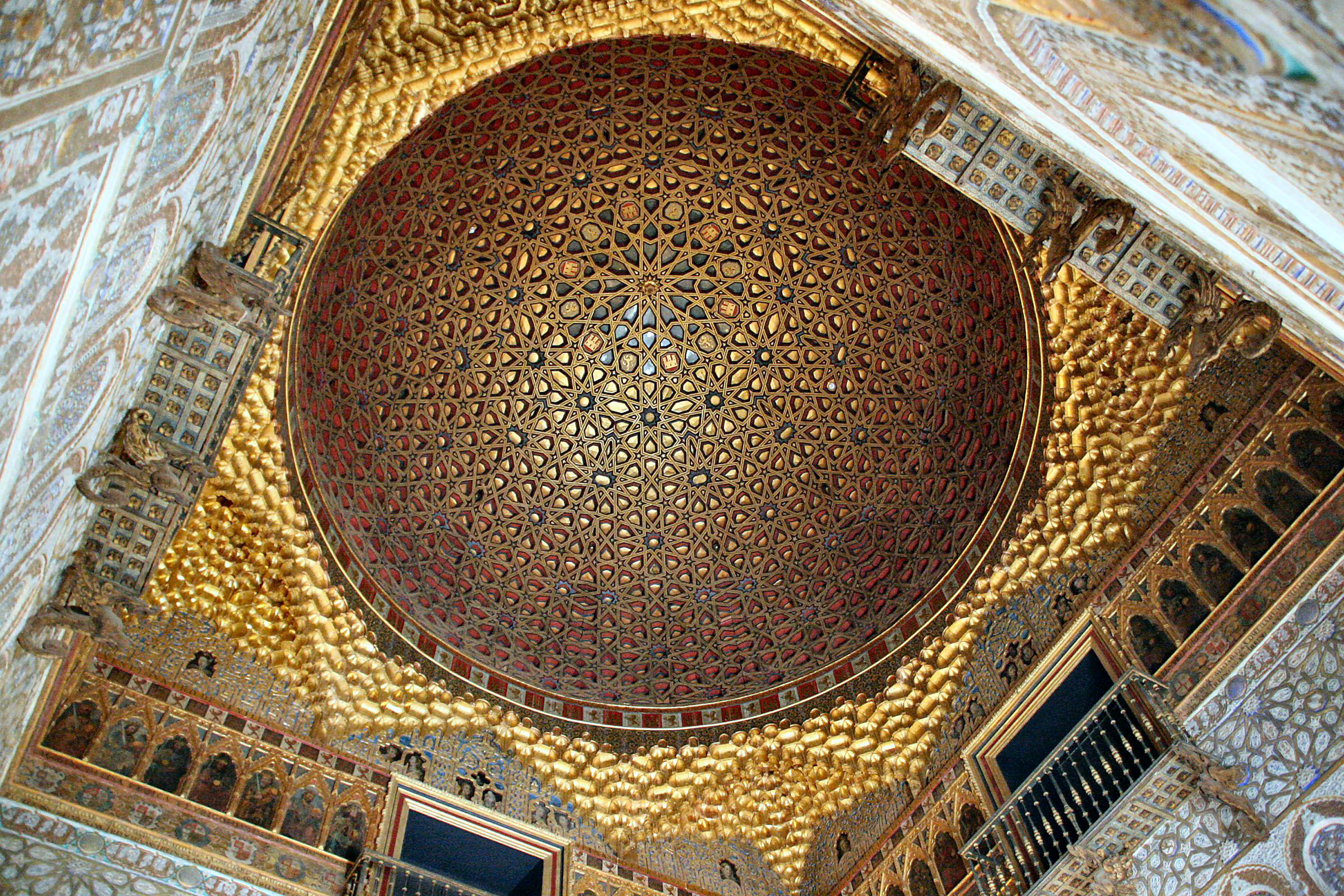
Klenba
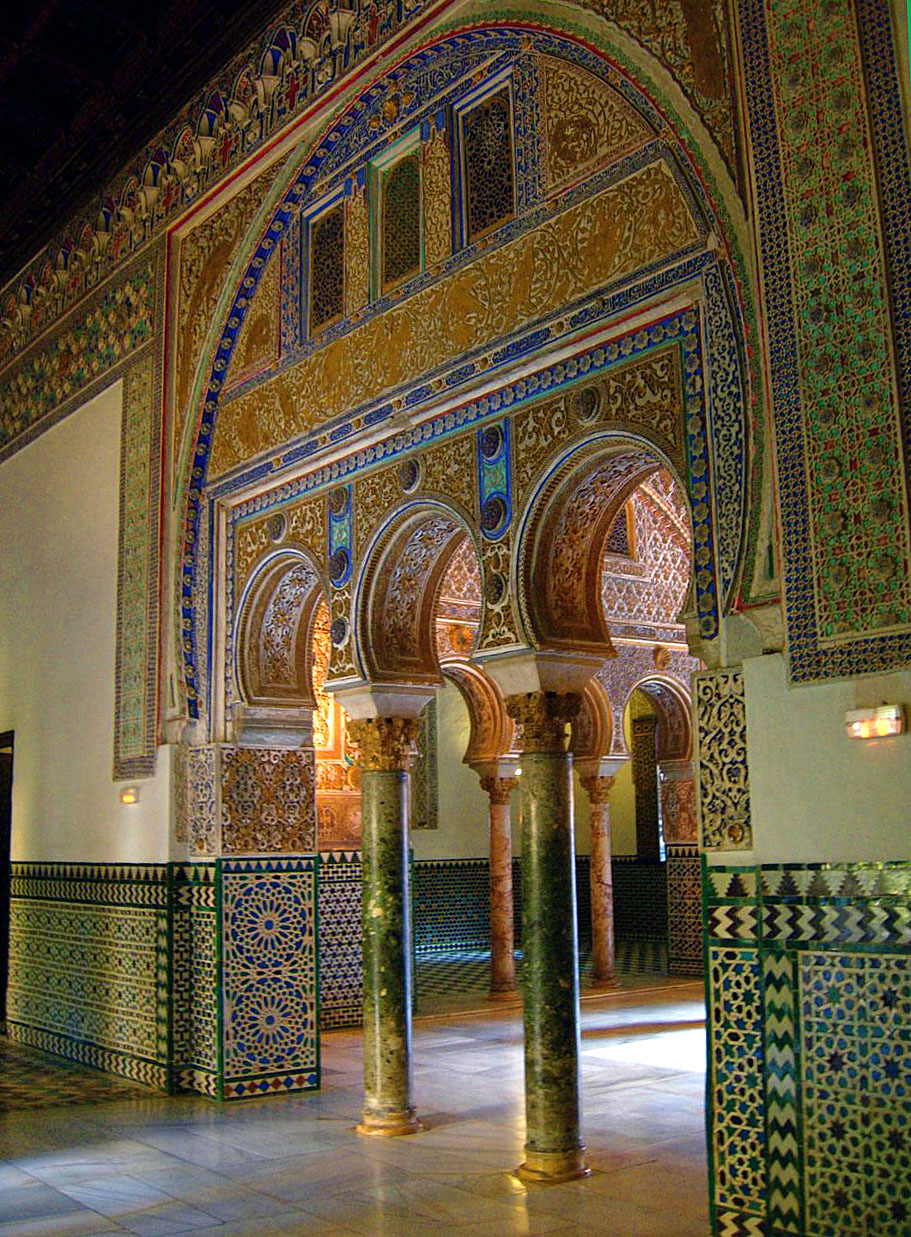
Interiér paláce

## Sevillský alcázar ve filmu
- V roce 1962 se v alcázaru natáčely některé scény filmu Lawrence z Arábie.
- Nádvoří Patio de las Doncellas posloužilo jako kulisa pro dvůr jeruzalémského krále ve filmu Království nebeské z roku 2005.
- Na některých místech provincie Sevilla, včetně sevillského alcázaru, se v roce 2014 natáčela část páté série seriálu Hra o trůny.